# 暁鐘成
暁 鐘成（あかつき かねなる、寛政5年（1793年） ‐万延元年12月19日（1861年1月29日））は、江戸時代の大坂の浮世絵師、戯作者。

## 来歴
蘭英斎芦国の門人かといわれる。大坂の人。姓は木村、名は明啓、通称は弥四郎。実名の明啓のほかに、鶏鳴舎、尭晴、暁晴、暁晴翁、気野行成、繁雄、鴛鴦亭、鴛鴦亭主人、暁鐘成一世、漫戯堂、鹿廼家真萩、あるいは実父の屋号「和泉屋」に連なる和泉屋弥四郎、泉屋弥四郎、妻が切り盛りした料理店の屋号と同じ美可利屋あるいは手鍋庵などと号する。鹿廼家の号は、自宅で鹿を飼育していたことによる。
寛政5年（1793年）、大坂西横堀福井町上で醤油醸造業を生業とする和泉屋の3代目茂兵衛（『名人忌辰録』による）の妾腹の第4子として生まれ、後に分家の2代目和泉屋平八に預けられた。本町4丁目、博労町、天王寺南平野町、難波村北ノ町などに居住していた。
作画期は享和（1801年‐1804年）頃から嘉永6年（1853年）とされ、戯作・狂歌をよくし、文才に秀でており、前半生は主に読本、根本、滑稽本、洒落本、名所図会、狂歌本、随筆考証、有職故実、啓蒙指南書、民家必携の雑書などの著述をしながら、心斎橋筋博労町において、各地の名所を模した麩、味噌、菓子などを扱う店「鹿の家」を営んでいた。この店は繁盛した様であったが、天保の改革により閉店せざるを得なかった。後に天保13年（1842年）に会員制茶店「美可利家」を開き、弘化4年（1847年）難波鉄眼寺前に移住し、風雅仲間を集めた汁講を設けて著作に専念した。嘉永5年（1852年）晩鐘成の号を門人の安部貞昌に譲り、自らは鶏鳴舎暁晴翁と名乗り、著作の画を松川半山に任せて文作に専念した。
鐘成は様々な著作を残しており、存命中に刊行された『浪花当時人名録』（嘉永元年（1848年）刊行）という書物では木村弥四郎の名前が「雑家」として分類されている。なかでも異色なものは、天保2年（1831年）刊行の自画編の『算法稽古図会』1冊で、吉田光由による著名な和算書『塵劫記』をもとにしつつも、ねずみ算の挿絵など、鐘成の絵が冴える作品である。また、動物に関する書『犬狗養畜伝』1冊では犬の飼い方から記述は症状別の薬に及ぶ。
前述のように、鐘成の著作は啓蒙書、名所図会、洒落本、読本、有職故実、随筆、狂歌などと極めて広範囲に及んでおり、その博覧強記ぶりが知られる。当時大阪最大の書肆河内屋一門と連携したことも功を奏し、『日本古典籍総合目録』によると、その作品は104編に上っている。幕末期の大坂における出版界では最も人気のある戯作者であったといえる。

### 最晩年
万延元年（1860年）10月頃、妻の親類を訪ねて丹波国福知山に遊んだ折、朽木騒動に連座、百姓一揆の檄文が忌諱に触れたとして入牢され、釈放後20日余りで急死した。享年68。墓所は大阪市北区大淀の勝楽寺にある。

## 鐘成の襲名者
永5年（1852年）晩鐘成の号を門人の安部貞昌に譲り、自らは鶏鳴舎暁晴翁と名乗り、著作の画を松川半山に任せて文作に専念した。この安部貞昌の方を鐘成と区別して2世暁鐘成と呼び、嘉永6年以降の著作目録においては1世の作品と2世の作品とが混在していると考えられるが、識別することは難しい。2世鐘成は万延元年閏三月11日没、3世は2世の子安藤昌太郎が継いだ。
また、『原色浮世絵大百科事典』第2巻によると、鐘成の子が2代を、孫が3代を継いだともいわれている。なお、後に分家筋から輩出した5代目木村平八とその長男、木村騰は大坂において『朝日新聞』の設立に関わる。

## おもな作品

### 地誌
- 『天神祭十二時』（山含亭意雅栗三述著）1冊、享和年間頃刊行 - 神社地誌。これが初作とされる。
- 『澱川両岸勝景図会[17]』（自画編）2巻2冊、文政7年（1824年）刊行
- 『金毘羅参詣名所図会』浦川公佐（画）6巻6冊、弘化4年（1833年）刊行
- 『天保山名所図会』（自画編）2巻2冊、天保6年（1835年）刊行
- 『淡路国名所図会』松川半山、浦川公佐（画）、5巻5冊、嘉永4年（1851年）刊行
- 『西国三十三所名所図会』松川半山、浦川公佐（画）、8巻10冊、嘉永6年（1853年）3月刊行[18]
- 『摂津名所図会大成』松川半山、浦川公佐（画）、15巻、安政年間刊行
- 『宇治川両岸一覧』松川半山(画）、2冊、万延元年（1860年）刊行
- 『澱川両岸一覧』松川半山（画）、4巻4冊、文久元年（1861年）刊行

### 往来物
- 速水春暁斎（共著）『消息千字文』1冊、文化3年（1806年）刊行

### 草紙
- 『以呂波草紙』5巻5冊、文政6年（1823年）刊行
- 『女熊坂朧夜草紙』5冊、文政8年（1825年）刊行

### 絵入根本
- 『桑名屋徳蔵入舟噺』7冊、文政5年（1822年）刊行

### 読本
- 『鎮西菊池軍記』（自画編）前編5冊、文政10年（1827年）刊行
  - 『同　』後編5冊、天保4年（1833年）刊行

### 随筆
- 『雲錦随筆』[19]（自画編）4巻4冊、文久2年（1862年）刊行

### 教訓本
- 小沢種春（著）『教訓童草（きょうくんわらべぐさ）』2巻2冊、文政10年（1827年）刊行

### 狂歌本
- 『古今馬歌集』（自画作）、刊行年不明[20]

## 関連文献
- 井上和雄『浮世絵師伝』渡辺版画店、1931年
- 清水澄 (編)『浮世絵人名辞典及現代版画家名鑑』美術倶楽部出版部、1954年
- 林英夫 (編)『日本名所風俗図会18 諸国の巻3』角川書店、1980年
- 岩本活東子 (編)『新燕石十種』第2巻、中央公論社、1981年
- 日本浮世絵協会 (編)『原色浮世絵大百科事典』第2巻、大修館書店、1982年